# Saunade
La Saunade est une rivière française qui coule dans les départements de la Creuse et du Puy-de-Dôme, dans les deux régions Nouvelle-Aquitaine et Auvergne-Rhône-Alpes. C'est un affluent du Sioulet en rive gauche, donc un sous-affluent de la Loire par la Sioule et l'Allier.

## Géographie
De 24,4 km de longueur, la Saunade prend naissance sur le territoire de Mérinchal dans le département de la Creuse, un peu au sud des sources du Cher, à 716 m d'altitude. Il s'appelle aussi en cette partie haute, ruisseau de Marnière, traverse l'étang de Sagne-Jurade, puis s'appelle ruisseau de Sagne Jurade, puis ruisseau des Mailleries.
Dès sa naissance, elle adopte la direction de l'est, orientation générale qu'elle ne quitte pas jusqu'à la fin de son parcours. 
Elle se jette en rive gauche dans le Sioulet, lui-même affluent de la Sioule, sur le territoire de Pontaumur, à 528 m d'altitude. 

### Communes et cantons traversées
Dans les deux département de la Creuse et du Puy-de-Dôme, la Saunade traverse les sept communes suivantes, dont une seule en Creuse, de l'amont vers l'aval de Mérinchal (source), Saint-Avit, Condat-en-Combraille, Tralaigues, Villosanges, Landogne et Pontaumur (confluence).
Soit en termes de cantons, la Saunade prend source dans le canton d'Auzances, conflue dans le canton de Saint-Ours, le tout dans les deux arrondissement d'Aubusson et arrondissement de Riom.

### Bassin versant
La Saunade traverse une seule zone hydrographique 'La Saunade & ses affluents' (K326) de 114 km2 de superficie. Ce bassin versant est constitué à 78,44 % de « territoires agricoles », à 20,06 % de « forêts et milieux semi-naturels », à 1,43 % de « territoires artificialisés », à 0,24 % de « surfaces en eau ».

### Organisme gestionnaire
L'organisme gestionnaire est le SMADC ou syndicat mixte pour l'Aménagement et de Développement des Combrailles.

## Affluents
La Saunade a quatre tronçons affluents référencés dont :
- Le Raby (rive gauche) dont elle reçoit les eaux à Tralaigues avec un affluent.

Donc son rang de Strahler est de trois.

## Hydrologie
La Saunade est une rivière fort irrégulière, à l'instar de ses voisines de la région des Combrailles, et avant tout de la Petite Creuse, de la Tardes et de la Sioule. 

### La Saunade à Pontaumur
Son débit a été observé depuis le 1er septembre 1967 , à Pontaumur, localité du département du Puy-de-Dôme située au niveau de son confluent avec le Sioulet, à 536 m d'altitude. La surface ainsi étudiée y est de 112 km2, soit la quasi-totalité du bassin versant de la rivière.
Le module de la rivière à Pontaumur est de 1,12 m3/s.
La Saunade présente des fluctuations saisonnières de débit assez marquées. Les hautes eaux se déroulent en hiver et se caractérisent par des débits mensuels moyens allant de 1,46 à 2,03 m3/s, de décembre à avril inclus (avec un maximum assez net en février). À partir de la seconde partie du mois de mars, le débit baisse progressivement jusqu'aux basses eaux d'été qui ont lieu de juillet à septembre inclus, entraînant une baisse du débit mensuel moyen allant jusqu'à 0,335 m3/s au mois d'août. Mais ces moyennes mensuelles ne sont que des moyennes et occultent des fluctuations bien plus prononcées sur de courtes périodes ou selon les années.

### Étiage ou basses eaux
Aux étiages, le VCN3 peut chuter jusque 0,062 m3/s (soixante-deux litres/s), ce qui ne peut être qualifié de très sévère pour un aussi petit cours d'eau.

### Crues
Les crues peuvent être très importantes, compte tenu de la petitesse du bassin versant. Les QIX 2 et QIX 5 valent respectivement 11 et 16 m3/s. Le QIX 10 est de 19 m3/s, le QIX 20 de 22 m3/s, tandis que le QIX 50 se monte à 26 m3/s. Cela signifie que la Saunade devrait avoir statistiquement une crue de l'ordre de 11 m3/s tous les deux ans, et que tous les dix ans, une crue d'environ 19 m3/s doit survenir.
La hauteur maximale instantanée a été de 165 cm, soit 1,65 m, le 6 janvier 1982. Le débit instantané maximal enregistré à Pontaumur a été de 24 m3/s le 1er janvier 1982, tandis que la valeur journalière maximale était de 16,8 m3/s le 7 janvier de la même année. Si l'on compare la première de ces valeurs à l'échelle des QIX de la rivière, l'on constate que cette crue était d'ordre cinquantennal, et donc relativement exceptionnelle, car destinée à ne se répéter en moyenne que tous les 50 ans environ.

### Lame d'eau et débit spécifique
La Saunade est une rivière relativement abondante. La lame d'eau écoulée dans son bassin versant est de 315 millimètres annuellement, ce qui est presque équivalent à la moyenne d'ensemble de la France (320 millimètres par an), et supérieur à la moyenne du bassin de la Loire (plus ou moins 245 millimètres par an). C'est légèrement inférieur à la moyenne du bassin de l'Allier (326 mm/an). Le débit spécifique (ou Qsp) atteint de ce fait le chiffre de 10,0 litres par seconde et par kilomètre carré de bassin.

## Aménagements et écologie
Sur son cours, on rencontre les lieux-dits, le moulin de Lazereix, le moulin de Paillier, le moulin de Lembleix, le moulin de Saint-Bard, le moulin d'Anjoux, le moulin de Mouleix, le moulin de Chabre, le pont de Champely, et un élevage piscicole sur Pontaumur.